# Eutelia bourquini
Eutelia bourquini là một loài bướm đêm trong họ Noctuidae.